# Вилларт, Адриан
Адриан Ви́лларт (Adrian Willaert; ок. 1490, Брюгге — 7.12.1562, Венеция) — фламандский композитор и педагог, работал в Италии. Представитель франко-фламандской (нидерландской) полифонической школы, основоположник венецианской школы.

## Биография
Ученик (французского композитора) Жана Мутона. Работал преимущественно в Италии, куда переехал (предположительно) в 1514. С 1515 состоял на службе (в исторических документах упоминается как «певчий Адриан») у кардинала Ипполита д‘Эсте в Ферраре, в 1518 посетил с ним Венгрию (возможно, также Польшу). С 1527 руководитель капеллы собора Св. Марка в Венеции. Основоположник венецианской школы, среди учеников — Андреа Габриели, Джозеффо Царлино, Костанцо Порта, Клаудио Меруло, возможно также Киприан де Роре и Никола Вичентино.

## Творчество
Писал духовную (мессы, мотеты, гимны, многохорные псалмы) и светскую (итальянские вилланеллы и мадригалы, французские шансон, ричеркары) музыку. Основная часть наследия — 175 мотетов на канонические и свободно сочинённые латинские тексты, по большей части на четыре, пять и шесть голосов, пять мотетов — семи- и восьмиголосные. В ранних мотетах (самые известные — «Christi virgo» ["Дева Христова"], «Saluto te sancta virgo» ["Радуйся, святая Дева"], «Magnum hereditatis mysterium» ["Великое таинство зачатия"]) Вилларт активно экспериментировал в области контрапункта и гармонии, музыкальной декламации и ритма.
В загадочном (неоднозначно расшифровываемом) мотете на юмористический текст Горация «Quid non ebrietas dissignat» (ок. 1519) композитор последовательно обходит тональности квинтового круга (в том числе необычные для своего времени тональности далёких «степеней родства»), руководствуясь необычной дидактической задачей — обучить музыкантов пению в чистом строе.

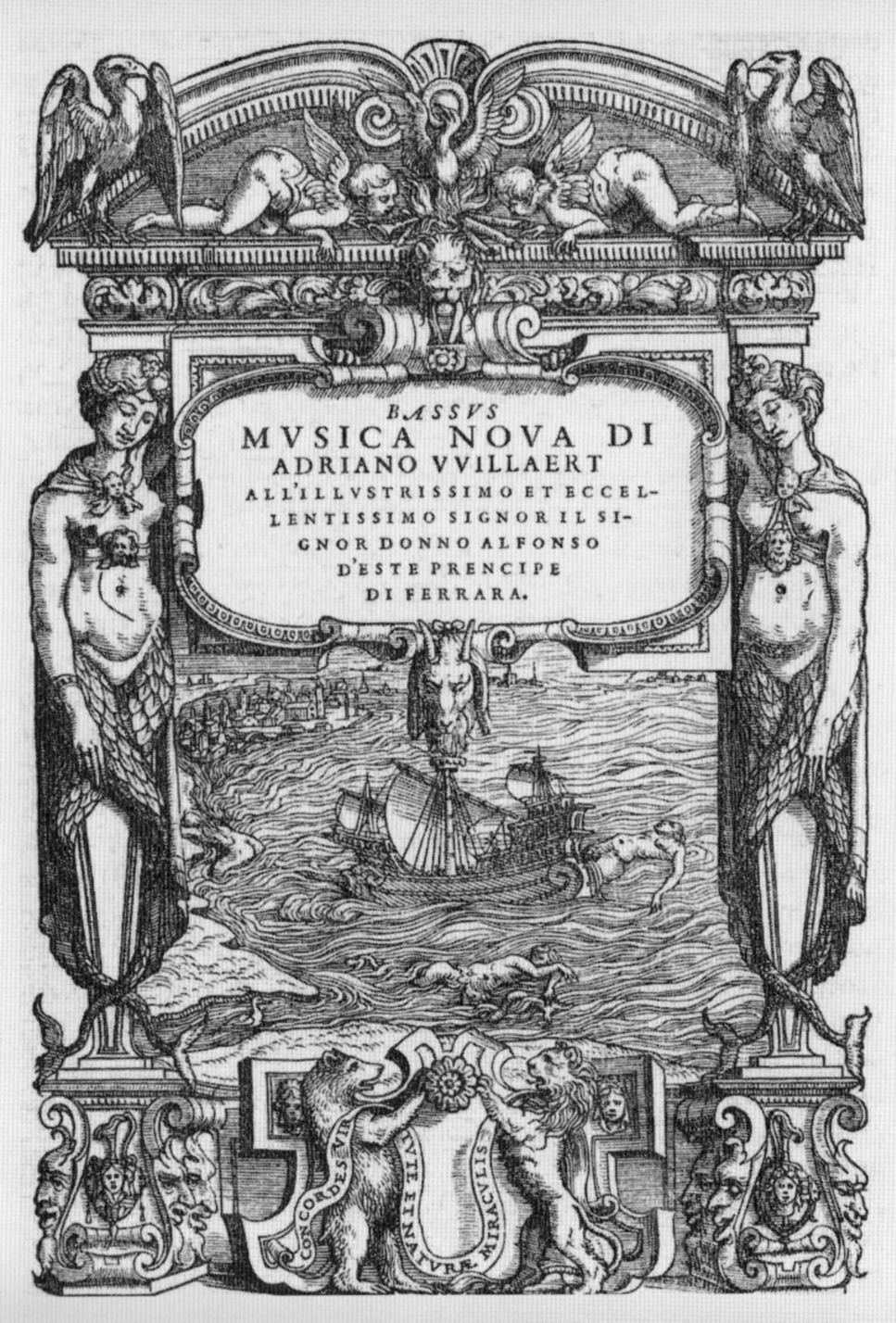
Титульная страница сборника
«Новая музыка», 1559

Вершина творчества Вилларта — поздние мотеты, масштабные композиции, образцы головокружительной полифонической техники (опубликованы в сборнике «Новая музыка», 1559). Шести- и семиголосные мадригалы (из того же сборника), написанные на полные тексты сонетов Петрарки из книги стихов «Канцоньере», — примеры разнообразной и детализированной трактовки поэтического текста. По музыкальной стилистике мадригалы Вилларта близки мотетам. Обильное использование в них имитационной полифонии затрудняет восприятие распеваемого текста слушателем.
Наряду с этим, в вилланеллах Вилларт применял другую (типичную для этого жанра) композиционную технику, включающую незамысловатую моноритмическую фактуру и раннетональную гармонию. Что касается стихов вилланелл Вилларта, они написаны на разговорном языке, с обильным использованием сниженной лексики, диалектизмов и жаргонизмов (типичных для стилистики вилланеллы).

## Издания сочинений
Adriani Willaert Opera omnia, ed. H. Zenck and others // Corpus mensurabilis musicae. Vol.3 // Rome, 1950-.